# Gmina Debrzno
Die Gmina Debrzno ['dɛbʐnɔ] ist eine Stadt-und-Land-Gemeinde im Powiat Człuchowski der Woiwodschaft Pommern in Polen. Ihr Sitz ist die gleichnamige Kleinstadt (deutsch: Preußisch Friedland; kaschubisch: Frédląd) mit 5150 Einwohnern.

## Geographie
Die Gemeinde liegt im ehemaligen Westpreußen, etwa 15 Kilometer südsüdwestlich von Człuchów, 35 Kilometer südöstlich von Szczecinek und 150 Kilometer südwestlich von Danzig. Bei Mossin entspringt der Quellfluss der Debrzynka, der Nemonitz oder Nemonicz. Die Stadt liegt am Nordufer der Debrzynka. Beide Flüsschen waren früher Grenzflüsse. Das Gebiet ist reich an Seen. Die Debrzynka durchfließt den Suckau-See, den Friedländerbzw. Stadtsee und danach den Niedersee. Im Süden beginnt die Krainaer Seenplatte. Das Naturschutzgebiet (Miłachowo) grenzt an die Stadt.

## Geschichte

### Wappen
Blasonierung: „In Silber auf grünem Boden ein [rechtsgewandter,] schwarzer Eber vor einem aufgespannten, schwarzen Jagdnetz.“

### Gemeindepartnerschaften
- Weinbach (Hessen, Deutschland, seit 1992)
- Huddinge (Schweden)
- Blatno (Tschechische Republik, seit 2005).

## Gliederung
Zur Stadt-und-Land-Gemeinde Debrzno gehören die Ortschaften:
| polnischer Name | deutscher Name      |
| --------------- | ------------------- |
| Boboszewo       | Babusch             |
| Bolesławowo     | Düsterbruch         |
| Buchowo         | Buchhof             |
| Buka            | Böck                |
| Buszkowo        | Büschkensee         |
| Cierznie        | Peterswalde         |
| Debrzno         | Preußisch Friedland |
| Drozdowo        | Posenberg           |
| Główna          | Tannenhof           |
| Gniewno         | Elisenhof           |
| Grzymisław      | Johanneshof         |
| Jeleniec        | Rehwinkel           |
| Kamień          | Schildberg          |
| Kostrzyca       | Treuweiden          |
| Miłachowo       | Marienhöh           |
| Myśligoszcz     | Marienfelde         |
| Nierybie        | Peterswalder Mühle  |
| Nowe Gronowo    | Neu Grunau          |
| Ostrza          | Wusters             |
| Pędziszewo      | Ludwigshof          |
| Pokrzywy        | Alfredshöh          |
| Poręba          | Wedelshof           |
| Prusinowo       | Prützenwalde        |
| Przypólsko      |                     |
| Rozdoły         | Riesenthal          |
| Rozwory         | Rosenfelde          |
| Skowarnki       | Schönwerder         |
| Słupia          | Steinborn           |
| Służewo         | Alyshof             |
| Smug            | Luisenhof           |
| Stanisławka     |                     |
| Stare Gronowo   | Grunau              |
| Strzeczona      | Stretzin            |
| Strzeczonka     | Stretziner Mühle    |
| Strzeszyn       |                     |
| Uniechów        | Heinrichswalde      |
| Uniechówek      | Gut Heinrichswalde  |

## Persönlichkeiten
- Walther Nehring (1892–1983), General der Panzertruppe im Zweiten Weltkrieg, geboren in Stretzin
- Teodor Żychliński (1830–1909), Journalist, Genealoge und Heraldiker, geboren in Johanneshof.

## Verkehr
Die 20 Kilometer nördlich gelegene Stadt Człuchów ist über die Woiwodschaftsstraße DW 188 zu erreichen. Bahnanschluss besteht im fünf Kilometer von Debrzno entfernten Dorf Lipka.